# Placówka Straży Granicznej w Kodniu
Placówka Straży Granicznej w Kodniu – graniczna jednostka organizacyjna Straży Granicznej realizująca zadania w ochronie granicy państwowej z Republiką Białorusi.

## Formowanie i zmiany organizacyjne
Placówka Straży Granicznej w Kodniu z siedzibą w Kodniu (Placówka SG w Kodniu), została powołana 24 sierpnia 2005 roku Ustawą z 22 kwietnia 2005 roku O zmianie ustawy o Straży Granicznej..., w strukturach Nadbużańskiego Oddziału Straży Granicznej w Chełmie z przemianowania dotychczas funkcjonującej Strażnicy Straży Granicznej w Kodniu. Znacznie rozszerzono także uprawnienia komendantów, m.in. w zakresie działań podejmowanych wobec cudzoziemców przebywających na terytorium RP.
Z końcem 2005 roku odeszli ze służby ostatni funkcjonariusze służby kandydackiej. Było to możliwe dzięki intensywnie realizowanemu programowi uzawodowienia, w ramach którego w latach 2001–2006 przyjęto do NOSG 1280 funkcjonariuszy służby przygotowawczej.
31 grudnia 2010 roku w placówce służbę pełniło 30 funkcjonariuszy.

## Ochrona granicy
PSG w Kodniu ochrania wyłącznie odcinek granicy rzecznej z Republiką Białorusi przebiegającą środkiem koryta rzeki granicznej Bug.

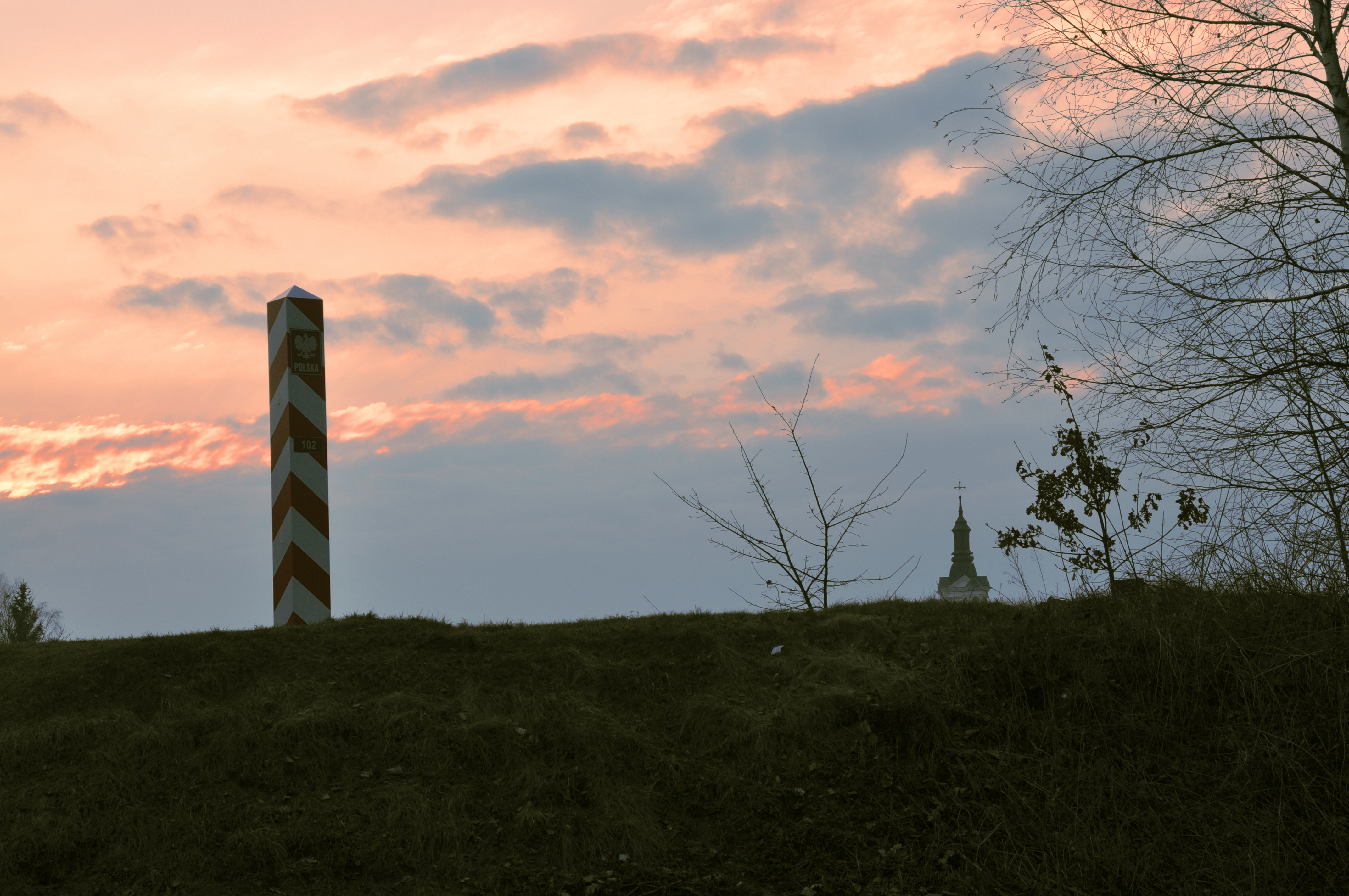
Granica polsko-białoruska, polski znak gran. nr 102 w rej. Kodnia (marzec 2015)

W związku z sytuacją na granicy polsko-białoruskiej związaną z masową nielegalną migracją do Polski, od listopada 2021 roku Straż Graniczna rozpoczęła budowę zasieków z drutu kolczastego na całym odcinku rzecznym graniczącym z Białorusią w tym na odcinku PSG w Kodniu. Zasieki concertina postawione zostały tuż przy linii brzegowej.

### Terytorialny zasięg działania
Stan z 1 września 2021
- Od znaku granicznego nr 089, do znaku granicznego nr 123.
- Linia rozgraniczenia z:

1. Placówką Straży Granicznej w Terespolu: włącznie znak graniczny nr 123, granicą gmin Terespol i Kodeń, Terespol i Piszczac, Zalesie i Piszczac.
2. Placówką Straży Granicznej w Sławatyczach: wyłącznie znak graniczny nr 089, wyłącznie Zalewsze, wyłącznie Zabłocie, wyłącznie Olszanki, dalej granicą gmin Piszczac i Tuczna, Piszczac i Łomazy.
3. Placówką Straży Granicznej w Białej Podlaskiej: granicą gmin Piszczac i Biała Podlaska.

Stan z 21 listopada 2017
Obszar służbowej odpowiedzialności Placówki SG w Kodniu obejmował gminy: Piszczac i Kodeń z włączeniem miejscowości Zabłocie. Ochraniała odcinek granicy państwowej przebiegającą rzeką graniczną Bug na odcinku około 26 km.
Stan z 30 grudnia 2014
Obszar służbowej działalności Placówki SG w Kodniu położony był w powiecie bialskopodlaskim w granicach gmin: Kodeń, Piszczac.
Stan z 1 sierpnia 2011
Placówka SG w Kodniu ochraniała odcinek granicy:
- Od znaku granicznego nr 1211 do znaku granicznego nr 1254.
- Całkowita długość ochranianej rzecznej granicy z Republiką Białorusi wynosiła 33,10 km.
- Linia rozgraniczenia z:

1. Placówką Straży Granicznej w Terespolu: włącznie znak graniczny nr 1254, Michałków, Polatycze, Kobylany, Kolonia Lebiedziew, Lebiedziew, Zastawek dalej granicą gmin Terespol, Zalesie i Biała Podlaska oraz Kodeń i Piszczac.
2. Placówką Straży Granicznej w Sławatyczach: wyłącznie znak graniczny nr 1211, wyłącznie Zalewsze, Zabłocie, Olszanki, dalej granicą gminy Piszczac oraz Tuczna.

- Poza strefą nadgraniczną obejmował z powiatu bialskiego gminę Łomazy.

## Placówki sąsiednie
- Placówka SG w Terespolu ⇔ Placówka SG w Sławatyczach – 01.08.2011[7]
- Placówka SG w Terespolu ⇔ Placówka SG w Sławatyczach, Placówka SG w Białej Podlaskiej – 01.09.2021[5].

## Komendanci placówki
- kpt. SG/mjr SG Sławomir Klekotka[8] (był w 2015[9]–był 21.11.2017[6])
- mjr SG Andrzej Kupracz[1].